# Блюменталь Адріан Іванович
Блюменталь Адріан Іванович (нар. 12(24) березня 1804, Айзпуте (нім. Hasenpoth), Курляндія (Латвія) – пом. 10(22) березня 1845, Ялта) — статський радник, професор акушерства та терапії, головний лікар Голіцинської лікарні, письменник.

## Біографія
Адріан Іванович Блюменталь (Блументаль, Heinrich Ludwig Ioachim Blumenthal) народився в родині доктора медицини та богослова. Батько — Блументаль Иоганн Генрих (Johann Heinrich Blumenthal, 1734–1804), мати — Доротея Блюменталь (Dorothea Gottliebe Blumental (Kühtz), 1765–1832).
У 1821–1822 рр. — отримав початкову освіту в Сакському пастораті (Курляндія, Закенхаузен). Медичну освіту отримував спочатку в Геттінгенському університеті (1822–1824), а потім, з 1824 по 1826 рр., у Дерптському університеті (Тарту, Естонія), закінчивши який отримав ступінь доктора медицини, звання акушера й був залишений асистентом при університетській клініці. 
У 1828 р. Адріан Іванович був затверджений ординарним професором акушерства, пізніше професором терапії в Харківський університет, в якому працював до 1837 р.
У 1829 р. за клопотанням проф. Блюменталя було відкрито першу акушерську клініку, яку він і очолив. Вона розміщувалася тільки в одній кімнаті будинку університету і мала лише чотири ліжка. Для роботи акушерської клініки було запрошено міську повивальну бабцю, придбано Зибольдове ліжко для породіль, фантом, деякі акушерські інструменти та посібники. Відкриття клініки дозволило Блюменталю А.І. проводити практичні заняття з акушерства. 
У 1831 р. професору доручили тимчасове завідування клінікою внутрішніх хвороб. В цьому ж році Адріан Іванович їде до Саратова для надання практичної допомоги у боротьбі з епідемією холери. 
З 1831 по 1837 рр. Адріан Іванович займав посаду декана медичного факультету Харківського університету та брав активну участь у перетвореннях, які мав намір провести в університеті попечитель округу Ю.О. Головкін. 
У 1837 р. Адріана Івановича було призначено на посаду директора одного з акушерських закладів — Голіцинської лікарні (Москва).
З 1848 р. служить президентом московської євангельської консисторії, а з 1850 р. головним лікарем виховного будинку в Москві.
Помер Адріан Іванович Блюменталь 10 березня 1881 р. у Ялті.

## Наукові праці
- «De cranii perforatione in praxi obsstetrica evitande», Charcoviae, 1828 («Про перфорацію черепа в акушерській практиці» – актова промова, Харків);
- «Conspectus rei obstetricae, quem in usum praelectionum conscripsit», Charcoviae, 1832 (посібник з акушерства). Це конспект, який став керівництвом для викладачів під час підготовки до лекцій.
- «Pyretologia systematica», Charcoviae, 1837. Ще декілька статей в медичних журналах[7].

## Письменницька діяльність
Випустив дві збірки віршів: «Herbstblumen», Moscau (1837) та «Liederkranz», Moscau (1876).
Переклав німецькою мовою: 
- «Катехізис» мітрополіта Філарета,
- «Руководства къ изученію православнаго догматического богословія» мітрополіта Макарія,
- «Исторіи русской церкви» архієпископа Філарета.

Переклав німецькою мовою віршами роман О.С. Пушкіна «Євгеній Онєгін» (1878).